# چرا بودی-دارما به شرق رفت؟
«چرا بودی-دارما به شرق رفت؟» (انگلیسی: Why Has Bodhi-Dharma Left for the East?) یک فیلم درام به کارگردانی «یونگ کیون بائه» است که در سال ۱۹۸۹ منتشر شد.
یونگ کیون بائه که نقاش و استاد دانشگاهِ «دونگوک» در سئول است، ۷ سال، برای ساخت این فیلم، زمان صرف کرد. تصویربرداری با یک دوربین و تدوین فیلم به صورت دستی، انجام شد.
این فیلم در سال ۱۹۸۹ میلادی، در بخش «نوعی نگاه» در «جشنواره فیلم کن» پخش و در همان سال، برندهٔ «یوزپلنگ طلایی» و «جایزهٔ منتقدان بین‌المللی» جشنواره فیلم لوکارنو شد.
در اوایل دههٔ ۹۰ میلادی، این فیلم، اعتبار و شهرت فراوانی در میان منتقدان داشت که البته در سال‌های آتی این اقبال، کم‌کم‌رو به افول رفت.